# Sowno (gromada)
Sowno – dawna gromada, czyli najmniejsza jednostka podziału terytorialnego Polskiej Rzeczypospolitej Ludowej w latach 1954–1972.
Gromady, z gromadzkimi radami narodowymi (GRN) jako organami władzy najniższego stopnia na wsi, funkcjonowały od reformy reorganizującej administrację wiejską przeprowadzonej jesienią 1954 do momentu ich zniesienia z dniem 1 stycznia 1973, tym samym wypierając organizację gminną w latach 1954–1972.
Gromadę Sowno z siedzibą GRN w Sownie utworzono – jako jedną z 8759 gromad na obszarze Polski – w powiecie stargardzkim w woj. szczecińskim na mocy uchwały nr V/50/54 WRN w Szczecinie z dnia 5 października 1954. W skład jednostki weszły obszary dotychczasowych gromad Poczernin i Smogolice ze zniesionej gminy Klępino w powiecie stargardzkim oraz obszary dotychczasowych gromad Cisewo, Sowno i Strumiany ze zniesionej gminy Sowno  w powiecie nowogardzkim w tymże województwie. Dla gromady ustalono 11 członków gromadzkiej rady narodowej.
1 stycznia 1962 do gromady Sowno włączono miejscowości Warchlino, Warchlinko i Siwkowo ze zniesionej gromady Łęczyca w tymże powiecie.
1 stycznia 1969 z gromady Sowno wyłączono miejscowości Gajęcki Ług, Morawsko i Oleszna, włączając je do gromady Kobylanka w tymże powiecie.
Gromadę zniesiono 1 stycznia 1972, a jej obszar włączono do gromad Kobylanka (miejscowości Cisewo i Wielichówko) i Stargard Szczeciński (miejscowości Poczernin, Smogolice, Sowno, Inica Nowogardzka, Kępinko, Karstno, Podlesiec, Pstrowo, Wykosy, Warchlino, Warchlinko, Siwkowo i Strumiany) w tymże powiecie.